# Kiepurki

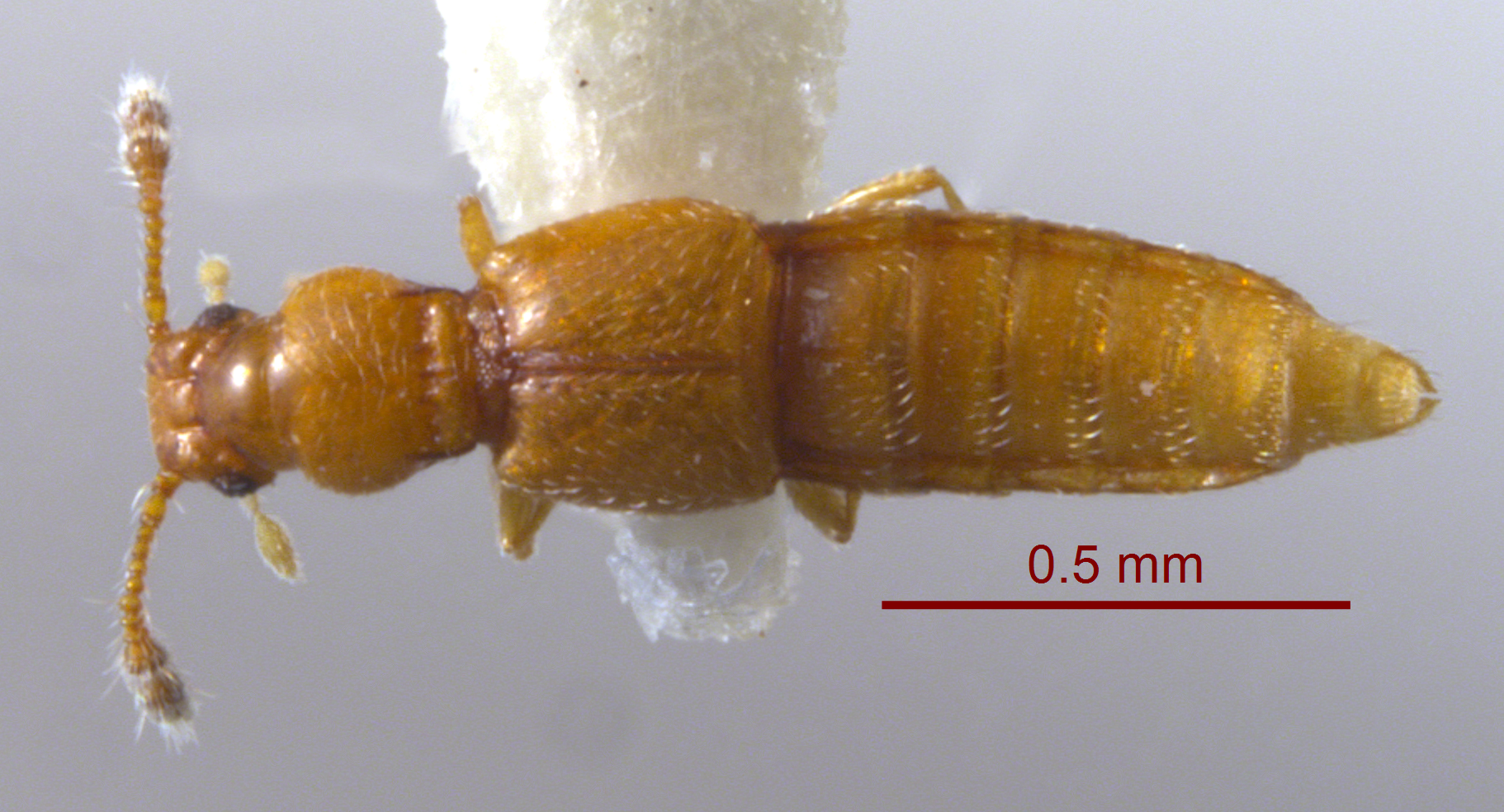
Przedstawiciel rodzaju Edaphus

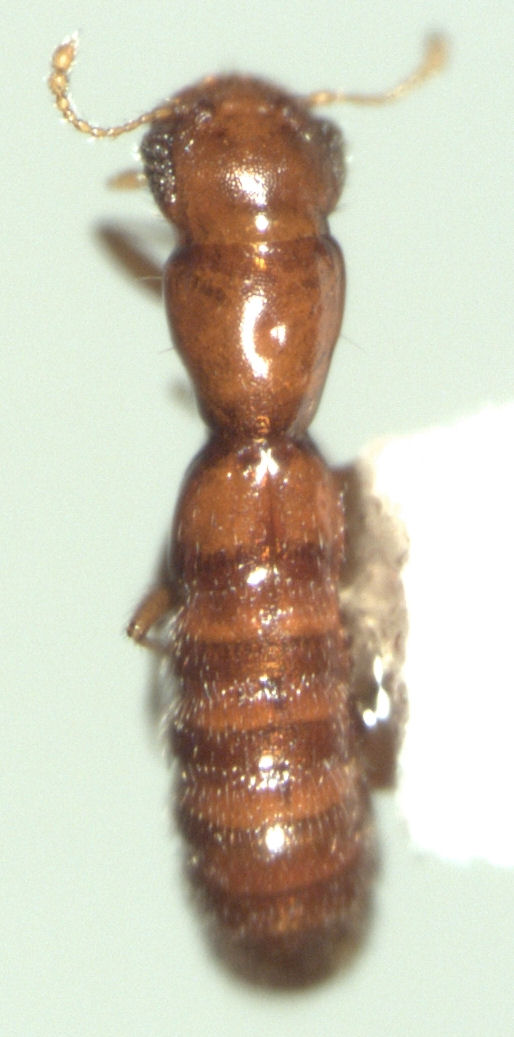
Przedstawiciel rodzaju Kiwiaesthetus

Kiepurki (Euaesthetinae) – podrodzina chrząszczy z podrzędu wielożernych i rodziny kusakowatych.

## Taksonomia
Takson wprowadzony został w 1859 roku przez Jamesa Thomsona.

## Opis

### Owady dorosłe
Chrząszcze małe, osiągające od 1 do 4 mm (u gatunków środkowoeuropejskich od 1,3 do 2 mm) długości. Ciało smukłe lub nieco tęgie, stosunkowo słabo wydłużone i mniej lub bardziej spłaszczone. Ubarwienie od żółtawobrązowego, przez rudobrązowe do czarnego, nie bardzo lśniące, u niektórych ze słabym metalicznym połyskiem. Wiele gatunków (w tym wszystkie polskie) o ciele gęsto punktowanym. Czułki 11-członowe, osadzone na przedniej krawędzi czoła, między nasadami żuwaczek, zwieńczone buławką złożoną z 3 lub 2 członów. Warga górna szeroka i krótka, o brzegu przednim przeważnie pokrytym ząbkami. Głaszczki szczękowe czteroczłonowe, o pierwszym członie wydłużonym, a ostatnim bardzo małym i zaostrzonym. Głaszczki wargowe trójczłonowe, o drugim członie zgrubiałym, a trzecim silnie zredukowanym. Przedplecze na ogół o krawędziach bocznych zaokrąglonych, z tyłu silnie zwężone. Pokrywy krótkie i niesięgające zazwyczaj zatułowia. Brzegi odwłoka wzniesione, odgraniczone podwójną bruzdą. Kombinacje liczby członów stóp na kolejnych parach odnóży to: 4-4-4 lub 5-5-5 bądź 5-5-4.

### Larwy
Larwy wyglądem zbliżone są do larw myśliczków (Steninae), lecz mają krótsze przydatki, a języczek labium stożkowaty.

## Biologia i ekologia
Biologia przedstawicieli tej grupy jest słabo poznana. Spotykane są w glebie, ściółce i rozkładającej się materii roślinnej. Gatunki z rodzaju Euaesthetus zasiedlają brzegi wód. Budowa narządów gębowych sugeruje drapieżny tryb życia larw i postaci dojrzałych, jednak brak opublikowanych danych w tym zakresie.

## Rozprzestrzenienie
Podrodzina kosmopolityczna, zasiedlająca wszystkie kontynenty z wyjątkiem Antarktydy. W Europie występuje 71 gatunków z 6 rodzajów. Z tego w Polsce 4 gatunki: 3 z rodzaju Euaesthetus i 1 Edaphus.

## Systematyka
Do podrodziny kiepurków zalicza się 724 gatunki zgrupowane w 26 rodzajach i 6 plemionach:
- Alzadaesthetini Scheerpeltz, 1974
- Austroesthetini Cameron, 1944
- Euaesthetini Thomson, 1859
- Fenderiini Scheerpeltz, 1974
- Nordenskioldiini Bernhauer and Schubert, 1911
- Stenaesthetini Bernhauer and Schubert, 1911